# Senpolska
En långsam polska kallas ofta en senpolska (sen = långsam) och begreppet används såväl av spelmännen om polskemusiken som av dansare om polskedans. Några exempel är senpolska från Gimdalen (kallas också senpolska från östra Jämtland), senpolska från Haverö (Medelpad) och senpolska från Torp (Medelpad). 
Det traditionsområde där långsam polska betecknas som senpolska omfattar åtminstone Jämtland, Medelpad, Härjedalen och norra Hälsingland.